# 江苏省靖江高级中学
江苏省靖江高级中学地处苏中门户，傍依江阴长江大桥。学校创办于1941年，1997年被确定为江苏省省立重点中学，1999年通过国家级示范高中验收，2004年被江苏省教育厅评为江苏省首批四星级高中。2019年，入选江苏省高品质示范高中建设培育学校。

## 合作院校
- 德国安斯巴赫地区普拉腾高级中学
- 加拿大多伦多地区密尔顿高级中学

## 著名校友
- 方祖岐
- 宋征宇

## 校友会
北京校友会办公室设立在正保集团内，联系地址和方式: 北京市海淀区知春路1号（10号线西土城路A出口）